# 탑리역
탑리역(Tap-ri station, 塔里驛)은 경상북도 의성군 금성면 탑리리에 있는 중앙선의 철도역이다.
2024년 12월 20일에 중앙선 철로를 이전하면서 폐역되었다.

## 역명 유래
면내에 오층석탑이 있어 탑리라 한데서 유래하였다.

## 연혁
- 1940년 3월 1일 : 보통역으로 영업 개시[1]
- 1950년 8월 7일 : 6·25 전쟁으로 역사 소실
- 1958년 6월 14일 : 역사 신축 오픈
- 1994년 1월 1일 : 소화물 취급 중지[2]
- 1997년 12월 31일 : 현 역사 신축 완공, 인근에 위치한 금성산성(金城山城)을 본떠 성의 형태로 설계되었다.
- 2005년 9월 30일 : 화물 취급 중지
- 2024년 9월 27일 : 폐역 고시[3]
- 2024년 12월 15일 : 여객취급 중지
- 2024년 12월 20일 : 폐역